# Террі Виноград
Террі Аллен Виноград (нар. 24 лютого 1946, Такома-Парк, штат Меріленд) — американський дослідник штучного інтелекту, професор комп'ютерних наук Стенфордського університету, член Асоціації з обчислювальної техніки (2009).
Відомий за працями з філософії свідомості, штучного інтелекту та роботою над природною мовою у системі SHRDLU.

## Життя і робота
Програма SHRDLU була написана як кандидатська дисертація в Массачусетському технологічному інституті в період 1968—1970.
При розробці програми Террі намагався забезпечити комп'ютер достатнім «розумінням», аби мати можливість використовувати природну мову для спілкування. Програма може сприймати та обробляти такі командні конструкції: «Знайди блок, який розташований вище, ніж той, який тримаєш, і поклади його в ящик» і виконувати запитувані дії за допомогою моделювання блоку, керованого рукою.
Програма також може відповісти усно, наприклад, «Я не знаю, який блок ви маєте на увазі». Програму SHRDLU можна розглядати історично, як один із класичних прикладів того, як важко для програміста дається створення семантичної пам'яті комп'ютера вручну, і як обмежені або «крихкі» такі програми. Його підхід відійшов від класичного штучного інтелекту, зіткнувшись із критикою когнітивізму Гільбертом Дрейфуса, і зустрічі з чилійським філософом Фернандо Флорес. Вони опублікували критичну оцінку, що заснована на феноменології як розумінні: Комп'ютери і пізнання. Нова основа для розробки в 1987 році. У другій половині 1980-х років Виноград працював з Флоресом на ранній формі групової роботи. Їх підхід був заснований на бесіді в обмін на дію аналізу.
На початку 1980-х років Виноград був одним із засновників і національним президентом Комп'ютерних професіоналів за соціальну відповідальність, групою вчених-комп'ютерників, стурбованих ядерною зброєю, SDI, і збільшення участі Міністерства оборони США в галузі комп'ютерних наук. Загалом, робота Винограда в Стенфорді була зосереджена на розробці програмного забезпечення в більш широкому сенсі, ніж на програмній інженерії. У 1991 році він заснував «Проєкт людей, комп'ютери та дизайн» з метою заохочення викладання та наукових досліджень в розробці програмного забезпечення. У книзі «Повернення дизайну до програмного забезпечення» описує деякі з цих робіт. Його дисертація про те, що розробки програмного забезпечення є самостійною діяльністю з аналізу та програмування, але це повинні бути проінформовані обидві, а також методи проєктування в інших професіях (текстильний дизайн, промисловий дизайн тощо).
Починаючи з 1995 року Виноград консультував аспіранта Стенфордського університету Ларрі Пейджа, що працював над дослідницьким проєктом вебпошуку. 1998 року Пейдж взяв відпустку в Стенфорді аби стати співзасновником Google. 2002 році Виноград взяв академічну відпустку від викладання і провів деякий час в Google як запрошений дослідник. Там він вивчав перетин теорії і практики взаємодії людини з комп'ютером.
Останнім часом Винограду продовжували дослідження спільних обчислень, в тому числі використання розподілених обчислень у спільній роботі. Сьогодні, Винограду продовжує проводити дослідження в Стенфордському університеті і викладати класи та семінари по взаємодії людини з комп'ютером. На додаток до кафедри комп'ютерних наук, Винограду пов'язано з Хассе Платтнер інституту дизайну в Стенфордському університеті, також відомий як «d.school», яку він допоміг заснувати.

## Праці
- 1972. Understanding Natural Language Academic Press, New York.
- 1982. Language As A Cognitive Process, Volume 1, Syntax Addison-Wesley.
- 1986. Understanding Computers and Cognition: A New Foundation for Design (with Fernando Flores) Ablex Publ Corp.
- 1992. Usability: Turning Technologies into Tools (with Paul S. Adler) Oxford University Press.
- 1996. Bringing Design to Software ACM Press.